# Перманентная революция (книга Троцкого)
«Перманентная революция» — книга Льва Троцкого, в которой он стремился подтвердить правильность
концепции перманентной революции опытом 1917 года в России; впервые опубликована Левой оппозицией в 1930 году в Германии на русском языке.

## Переводы
В год выхода русскоязычной версии книги — 1930 году — германское издательство Die Aktion выпустило её немецкий перевод. В 1931 году книга была издана на английском языке в Нью-Йорке, а затем она появилась и на многих других языках.

## Текст книги
- Текст книги на русском языке
- Книга в электронной библиотеке ГПИБ
- Текст книги на английском языке